# Ayerbe

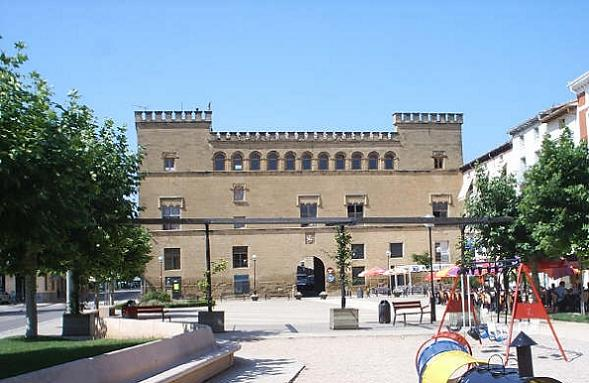
Ayerbe

Ayerbe – miasto w Hiszpanii, w prowincji Huesca, we wspólnocie Aragonia.

## Historia
Pierwsze ślady osadnictwa na terenie miasta pochodzą z X wieku, są to pozostałości arabskiego zamku. Pierwsza wzmianka o Ayerbe pochodzi z roku 1075. Od 1118 jest w rękach chrześcijan. 30 czerwca 1510 Ferdynand Aragoński nadał miastu prawo do organizowania dwóch jarmarków w rocznie, w maju i wrześniu. W latach 70. XIX wieku wzniesiono nowy ratusz i szkoły podstawowe, wykonano kanalizację oraz rozpoczęto budowę linii kolejowej. 12 grudnia 1930, podczas powstania w Jaca, trzystu żołnierzy proklamowało w Ayerbe powstanie Drugiej Republiki Hiszpańskiej. Powstanie zakończyło się przegraną zwolenników republiki i postawieniu 37 mieszkańców przed sądem, z czego 34 osadzono w więzieniu w Jaca, a pozostała trójka przebywała na wygnaniu. Podczas hiszpańskiej wojny domowej w mieście stacjonował oddział gen. Gustava Urrutii Gonzáleza, w wyniku czego miejscowość kilkukrotnie bombardowano. W latach 60. XX wieku rozpoczęto brukowanie ulic i obsadzanie ich drzewami. Z powodu zamknięcia granicy francusko-hiszpańskiej, wyłączenia dwóch młynów i upadku wielu przedsiębiorstw z miasta w latach 1950–1980 emigrowało ok. 1000 osób.

## Zabytki
- arabski zamek,
- kościół św. Pawła Apostoła, z romańską, XII-wieczną dzwonnicą[2],
- wieża zburzonego kościoła św. Piotra,
- palacio de los Marqueses de Urriés[3].